# Pacific Coliseum
Das Pacific Coliseum ist eine Mehrzweckhalle in der kanadischen Stadt Vancouver in British Columbia. Sie wurde 1967 erbaut und befindet sich an der North Renfrew Road, auf dem Gelände der Pacific National Exhibition.
Die Arena verfügt bei Eishockeyspielen über 16.281 Sitzplätze und war von 2001 bis 2016 das Heimstadion der Eishockeymannschaft Vancouver Giants, die in der Juniorenliga Western Hockey League spielte. Frühere Nutzer waren die Vancouver Canucks (National Hockey League, 1970–1995) und die Vancouver Blazers (World Hockey Association, 1973–1975). Während der Olympischen Winterspiele 2010 fanden hier die Eiskunstlauf- und Shorttrack-Wettbewerbe statt.